# Mila ot Mars
Mila ot Mars é um filme de drama búlgaro de  dirigido e escrito por Zornitsa Sophia. Foi selecionado como representante da Bulgária à edição do Oscar , organizada pela Academia de Artes e Ciências Cinematográficas.

## Elenco
- Vesela Kazakova - Mila